# Нововікторівка (Новоукраїнський район)
Новові́кторівка — село в Україні, у Добровеличківській селищній громаді Новоукраїнського району Кіровоградської області. Населення за даними перепису 2001 року становить 231 осіб. Колишній центр Братолюбівської сільської ради.

## Географія
Селом протікає струмок Мазниця, правий доплив річки Мазниці.

## Населення
Згідно з переписом УРСР 1989 року чисельність наявного населення села становила 249 осіб, з яких 106 чоловіків та 143 жінки.
За переписом населення України 2001 року в селі мешкала 231 особа. 100 % населення вказало своєю рідною мовою українську мову.